# Dekrucyfikacja
Dekrucyfikacja – postępowanie polegające na usuwaniu symboli religijnych z  przestrzeni publicznej będące odpowiedzią na krucyfikację.
W Polsce szczególne nasilenie dekrucyfikacji miało miejsce w okresie Polski Ludowej. Pierwszą akcję zdejmowania krzyży nazywanymi emblematami religijnymi przeprowadzono w 1958 roku. Dekrucyfikację przeprowadzono na terenie wielu szkół. Podstawą prawną był okólnik nr 26 wydany przez ministra oświaty Władysława Bieńkowskiego. Kolejną akcję przeprowadzono w 1983 roku, w wyniku której władze usiłowały usunąć krzyże zawieszone w klasach po sierpniu 1980 roku. Dekrucyfikacja wywołała liczne protesty osób wierzących, głównie rodziców dzieci uczęszczających do szkół. Przedstawiciele rządu apelowali do przedstawicieli kleru aby nie podburzali wiernych do wojny ideologicznej, argumentując że miejsce symboli religijnych jest w kościołach i domach a nie w budynkach użyteczności publicznej.